# Kultura biełozierska
Kultura biełozierska, kultura epoki brązu rozwijająca się w pomiędzy XII a X wiekiem p.n.e. na terenie zachodniej części stepów pomiędzy Dnieprem a dolnym Dunajem. Kultura ta wykształciła się z wcześniejszej kultury sabatinowskiej. Charakteryzowała się stopniowym zmniejszaniem roli stałych osad w stosunku do nomadzkiego stylu życia z dominującą hodowlą zwierząt. Ze względu na kryzys dostępu do surowców wyroby brązowe uległy miniaturyzacji, natomiast zwiększyła się ilość wyrobów z krzemienia. Pochowki były szkieletowe w pozycji skurczonej złożone w grobach płaskich lub kurhanowych.